# Luis Alberto Latorre
Luis Alberto Latorre Fuentes (Santiago de Chile, Chile; 28 de julio de 1959) es un destacado pianista chileno, académico y solista en piano de la Orquesta Sinfónica de Chile. En el año 2016 recibió el Premio a la Música Nacional Presidente de la República en la categoría música docta o clásica.

## Vida
Luis Alberto Latorre nació en Santiago de Chile realizando sus estudios escolares en el Colegio Hispano Americano de la orden religiosa de los Padres Escolapios.
Entró a estudiar en la Facultad de Artes en la Universidad de Chile, para luego continuar con sus estudios en la Universidad de Indiana Bloomington en Estados Unidos. Ha dictado clases como profesor en la Pontificia Universidad Católica de Valparaíso y en el Instituto de Música de la Pontificia Universidad Católica de Chile. Es impulsor y jurado del concurso de piano "Toca el cielo" de Radio Beethoven.

## Premios
- Primer Lugar en el Concurso Latinoamericano de Piano Teresa Carreño en Caracas, Venezuela (1981)
- Premio del Círculo de Críticos de Arte en mención Música (2012)
- Premio Domingo Santa Cruz de la Academia Chilena de Bellas Artes (2014)
- Premio a la Música Nacional Presidente de la República (2016)